# Bryan Traynor
Bryan J. Traynor es un neurólogo irlandés e investigador principal del Instituto Nacional sobre el Envejecimiento y profesor adjunto de la Universidad Johns Hopkins. Estudia la genética de enfermedades neurológicas humanas como la esclerosis lateral amiotrófica (ELA) y la demencia frontotemporal (DFT). Dirigió el consorcio internacional que identificó las expansiones patogénicas repetidas en el gen C9orf72 como causa común de la ELA y la DFT. También dirigió los esfuerzos que identificaron otros genes mendelianos responsables de la ELA y la demencia familiares, como VCP, MATR3, KIF5A, HTT y SPTLC1.
Es coreceptor del premio Potamkin de Investigación en Pick's, Alzheimer y Enfermedades Relacionadas por el descubrimiento de las expansiones repetidas del gen C9orf72, y del premio Sheila Essay por sus contribuciones a nuestra comprensión de la ELA. También recibió el premio del Director de los NIH.

## Educación
Es licenciado en Medicina (MB, BCh, BAO, 1993), doctor en Medicina (MD, 2000) y doctor en Filosofía (PhD, 2012) por el University College de Dublín. También obtuvo un máster en Ciencias Médicas (MMSc) en desarrollo de fármacos y diseño de ensayos clínicos en Harvard-MIT HST en 2004. Completó su residencia y beca de neurología en el Brigham and Women's Hospital y en el Massachusetts General Hospital.

## Premios y distinciones
- Premio del Director del Instituto Nacional sobre el Envejecimiento 2011
- 2012 Premio Derek Denny-Brown[8]
- 2012 Elegido miembro de la Asociación Neurológica Americana
- 2012 Premio del Director de los Institutos Nacionales de Salud
- 2013 Premio Diamond[9]
- 2013 Premio Sheila Essey[10]
- 2016 Premio Potamkin[11]
- 2018 Galardonado con el premio Health and Life Sciences 50[12]
- 2020 Elegido miembro del Real Colegio de Médicos de Irlanda
- 2021 Elegido miembro del Real Colegio de Médicos de Londres
- 2022 Elegido miembro de la Asociación de Médicos Estadounidenses

## Servicio profesional notable
- Jefe, Sección de Investigación de Enfermedades Neuromusculares, NIA, NIH
- Jefe de equipo, Laboratorio de Terapéutica del ARN, NCATS, NIH
- Miembro de la Sección de Estudios de Genética de la Salud y la Enfermedad de los NIH (2015-2021)
- Presidente, Programa de Investigación sobre ELA del Departamento de Defensa por mandato del Congreso (2015-2019)[13]
- Copresidente, Grupo de Trabajo de Terapia Génica de los NIH
- Miembro del Comité Asesor del Programa Científico de la Asociación Neurológica Americana
- Miembro del consejo editorial de Journal of Neurology, Neurosurgery and Psychiatry; Neurobiology of Aging; JAMA Neurology (2017-2021); Lancet eClinicalMedicine.
- Editor asociado, Brain